# Dakoro (Niger)
Dakoro è un comune urbano del Niger, capoluogo del dipartimento omonimo nella regione di Maradi.